# Баже ла Вил
Баже ла Вил (фр. Bâgé-la-Ville) је насељено место у Француској у региону Рона-Алпи, у департману Ен (Рона-Алпи).
По подацима из 2011. године у општини је живело 3114 становника, а густина насељености је износила 78,48 становника/km².

## Демографија
| 1962. | 1968. | 1975. | 1982. | 1990. | 2011. |
| ----- | ----- | ----- | ----- | ----- | ----- |
| 1.399 | 1.383 | 1.361 | 1.596 | 1.959 | 3.114 |